# روبرت تومسون (سياسي)
روبرت تومسون (بالإنجليزية: Robert Thompson)‏ هو فلاح وسياسي نيوزلندي، ولد في 1840 في المملكة المتحدة، وتوفي في 21 أبريل 1922 في نيوزيلندا بسبب مرض. حزبياً، نشط في الحزب الليبيرالي النيوزيلندي. وقد انتخب عضو مجلس النواب نيوزيلندا.